# Imbrasia ertli
Imbrasia ertli är en fjärilsart som beskrevs av Hans Rebel 1904. Imbrasia ertli ingår i släktet Imbrasia och familjen påfågelsspinnare. Inga underarter finns listade i Catalogue of Life.

## Bildgalleri

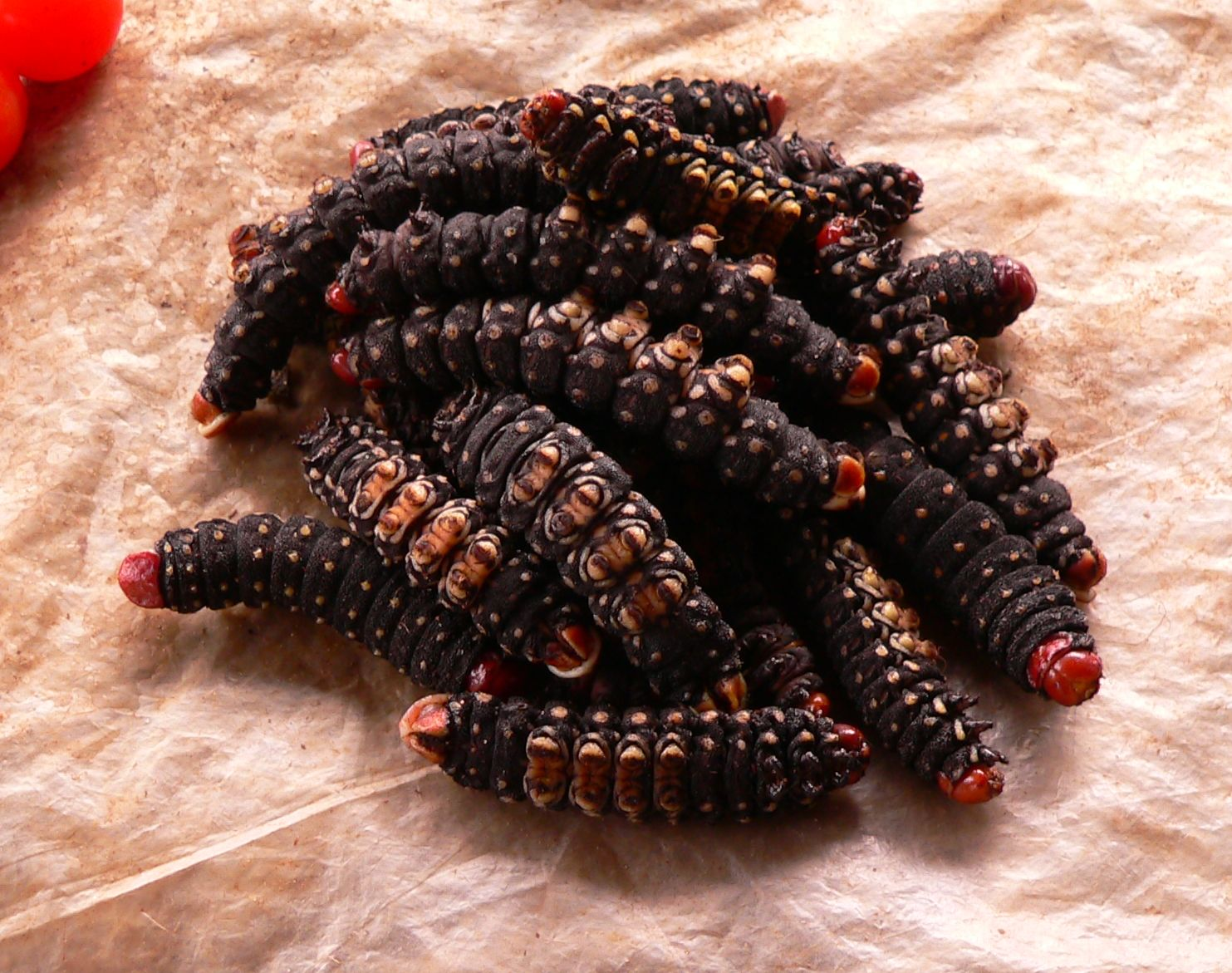